# 疑似部 (大正蔵)
疑似部（ぎじぶ）とは、大正新脩大蔵経において、仏教関連文献の疑似文献をまとめた領域のこと。
第31番目（最後）の部であり、収録されている典籍ナンバーは2865から2920まで。巻数では第85巻（後半）に相当する。

## 構成

### 巻別
- 疑似部 第85巻 - No.2865-2920

### 詳細
疑似部 第85巻 - No.2865-2920
- 2865.『護身命経』（敦煌本P.2340）
- 2866.『護身命経』（敦煌本）
- 2867.『慈仁問八十種好経』
- 2868.『決罪福経』
- 2869.『妙好宝車経』
- 2870.『像法決疑経』
- 2871.『大通方広懺悔滅罪荘厳成仏経』
- 2872.『妙法蓮華経度量天地品第二十九』
- 2873.『首羅比丘経』
- 2874.『小法滅尽経』
- 2875.『大方広華厳十悪品経』
- 2876.『天公経』
- 2877.『如来在金棺嘱累清浄荘厳敬福経』
- 2878.『救疾経』
- 2879.『普賢菩薩説証明経』
- 2880.『究竟大悲経巻第二・第三・第四』
- 2881.『善悪因果経』
- 2882.『呪魅経』
- 2883.『法王経』
- 2884.『大威儀請問』
- 2885.『仏性海蔵智慧解脱破心相経』
- 2886.『仏為心王菩薩説投陀経巻上』
- 2887.『父母恩重経』
- 2888.『延寿命経』
- 2889.『続命経』
- 2890.『如来成道経』
- 2891.『山海慧菩薩経』
- 2892.『現報当受経』
- 2893.『大辯邪正経』
- 2894.『三厨経』
- 2895.『要行捨身経』
- 2896.『示所犯者瑜伽法鏡経』
- 2897.『天地八陽神呪経』
- 2898.『高王観世音経』
- 2899.『妙法蓮華経馬明菩薩品第三十』
- 2900.『斎法清浄経』
- 2901.『法句経』
- 2902.『法句経疏』
- 2903.『無量大慈教経』
- 2904.『七千仏神符経』
- 2905.『現在十方千五百仏名並雑仏同号』
- 2906.『三万仏同根本神秘之印並法龍種上尊王仏法』
- 2907.『普賢菩薩行願王経』
- 2908.『大方広仏花厳経普賢菩薩行願王品』
- 2909.『地蔵菩薩経』
- 2910.『金有陀羅尼経』
- 2911.『讃僧功徳経』
- 2912.『無常三啓経』
- 2913.『七女観経』
- 2914.『観経』
- 2915.『救諸衆生一切苦難経』
- 2916.『勧善経』
- 2917A.『新菩薩経』（敦煌本S.136）
- 2917B.『新菩薩経』（敦煌本S.622）
- 2918.『釈家観化還愚経』
- 2919.『仏母経』
- 2920.『僧伽和尚欲入涅槃説六度経』